# Andalucía TECH
Andalucía TECH es el nombre que recibe el proyecto impulsado de manera conjunta por la Universidad de Sevilla  y Universidad de Málaga que persigue la atracción e integración del talento a Andalucía con el objetivo de conformar un ecosistema de generación de conocimiento e innovación, comprometido con la sociedad, que permita elevar el nivel de excelencia de las actividades docentes y de investigación, con una especial atención a las áreas de tecnologías de la producción, información y comunicaciones y Biotecnología. En octubre de 2010, el proyecto fue seleccionado por el Ministerio de Educación como Campus de Excelencia Internacional.
El proyecto, cuenta también con el apoyo de los dos  parques tecnológico andaluces (Cartuja 93 y PTA), así como la Junta de Andalucía y diversas empresas tractoras.

## Titulaciones compartidas
La creación de este campus único entre las Universidades de Sevilla y Málaga ha supuesto también la creación de grados conjuntos que permiten a los alumnos obtener un título certificado por ambas instituciones y que intentan adaptarse a las nuevas necesidades de la sociedad. Un ejemplo de estos son el Grado en Estudios de Asia Oriental, Grado en Bioquímica, Grado en Ingeniería de la Energía, Grado en Ingeniería de la Salud, Grado en Ingeniería de Organización Industrial o el Grado en Ingeniería Electrónica, Robótica y Mecatrónica.